# Sevilla

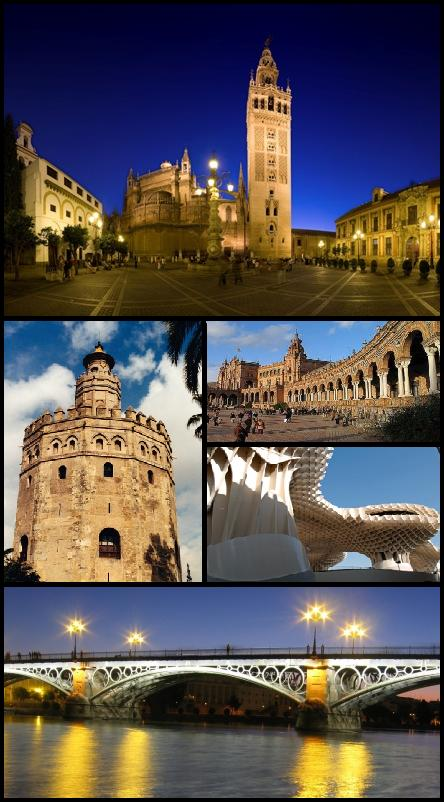
Sevilla-Collage

Sevilla (spanisch: [seˈβiʎa, seˈβiʝa]) ist die Hauptstadt der Autonomen Region Andalusien und der Provinz Sevilla von Spanien. Mit 687.488 Einwohnern (Stand: 2024) ist Sevilla die viertgrößte Stadt Spaniens. Nach einer Legende wurde die Stadt von dem griechischen Helden Herakles gegründet. Die Einwohner werden als sevillanos bezeichnet.
Die Stadt ist ein wesentlicher Industrie- und Handelsplatz und ein Touristenzentrum. Sevillas Altstadt ist die größte Spaniens und neben Venedig sowie der Altstadt von Genua eine der größten Altstädte Europas.

## Geographie

### Geographische Lage
Sevilla liegt im Südwesten der Iberischen Halbinsel am Guadalquivir in einer weiten und fruchtbaren Ebene in 6 m Höhe über dem Meeresspiegel.
Der Guadalquivir ist bis zum Hafen von Sevilla für Seeschiffe befahrbar, die Flussmündung bei Sanlúcar de Barrameda ist 80 km entfernt. Der Fluss bildete die natürliche Begrenzung des an seinem linken, östlichen Ufer gelegenen Stadtzentrums von Sevilla; gegenüber lag die Vorstadt Triana, die inzwischen eingemeindet wurde. Zum Schutz vor den regelmäßigen Überschwemmungen und zur Verbesserung der Hafenzufahrt wurde der Guadalquivir ab der ersten Hälfte des 20. Jahrhunderts in einem neuen geraden Flussbett im Westen an der Stadt vorbeigeleitet. Im Norden wurde das alte Flussbett gesperrt (Tapón de San Jerónimo), im Süden wurde der Fluss begradigt (Corta de Tablada bzw. Canal de Alfonso XIII), neue Hafenbecken gebaut und eine Schleuse zwischen dem alten und dem neuen Flussbett angelegt. Der alte Fluss ist deshalb nur noch ein langes Hafenbecken, auch wenn es im Alltag meist Guadalquivir genannt wird.
Die umgebenden Gemeinden sind (im Norden) Santiponce, La Algaba, La Rinconada, (im Osten) Alcalá de Guadaíra, (im Süden) Dos Hermanas und Gelves auf der anderen Seite des Flusses und (im Westen) San Juan de Aznalfarache, Tomares und Camas.

### Klima
Das Klima in Sevilla ist mediterran mit ozeanischen Einflüssen. Die Jahresmitteltemperatur beträgt 18,6 °C. Damit ist die Stadt eine der heißesten in ganz Europa. Die Winter sind mild. Der Januar ist mit einem durchschnittlichen Tageshöchstwert von 16 °C und Tiefsttemperaturen von 5,7 °C der kälteste Monat des Jahres. Die Sommer dagegen sind sehr heiß mit durchschnittlichen Tageshöchsttemperaturen um 36 °C und Tiefsttemperaturen um 20 °C. Die Schwelle von 40 °C wird regelmäßig überschritten. Die bisherigen Extremtemperaturen, die an der meteorologischen Station am Flughafen Sevilla gemessen wurden, sind −5,5 °C am 12. Februar 1956 sowie 46,6 °C am 23. Juli 1995. Es gibt noch eine unbestätigte Rekordmessung vom 1. August 2003 von 47,2 °C. Nach Eleusis (Griechenland) mit 48,0 °C hält Sevilla damit den Rekord der höchsten jemals gemessenen Temperatur in Europa.
Die Niederschlagsmenge beträgt rund 540 mm im Jahr, konzentriert auf die Monate von Oktober bis April. Der Dezember ist mit 99 mm der niederschlagsreichste Monat.
Es gibt im Jahresmittel nur 50 Regentage. Sevilla profitiert von 2917 Sonnenstunden im Jahr. An einigen Tagen kann die Temperatur in der Nacht unter den Gefrierpunkt sinken.
|                        | Jan  | Feb  | Mär  | Apr  | Mai  | Jun  | Jul  | Aug  | Sep  | Okt  | Nov  | Dez  |   |      |
| Mittl. Temperatur (°C) | 10,9 | 12,5 | 15,6 | 17,3 | 20,7 | 25,1 | 28,2 | 27,9 | 25,0 | 20,2 | 15,1 | 11,9 | ⌀ | 19,2 |
| Mittl. Tagesmax. (°C)  | 16,0 | 18,1 | 21,9 | 23,4 | 27,2 | 32,2 | 36,0 | 35,5 | 31,7 | 26,0 | 20,2 | 16,6 | ⌀ | 25,4 |
| Mittl. Tagesmin. (°C)  | 5,7  | 7,0  | 9,2  | 11,1 | 14,2 | 18,0 | 20,3 | 20,4 | 18,2 | 14,4 | 10,0 | 7,3  | ⌀ | 13   |
|                        |      |      |      |      |      |      |      |      |      |      |      |      |   |      |
| Niederschlag (mm)      | 66   | 50   | 36   | 54   | 30   | 10   | 2    | 5    | 27   | 68   | 91   | 99   | Σ | 538  |
|                        |      |      |      |      |      |      |      |      |      |      |      |      |   |      |
| Sonnenstunden (h/d)    | 5,9  | 6,7  | 7,1  | 7,9  | 9,5  | 10,6 | 11,4 | 10,6 | 8,1  | 7,0  | 6,0  | 5,0  | ⌀ | 8    |
|                        |      |      |      |      |      |      |      |      |      |      |      |      |   |      |
| Regentage (d)          | 6,1  | 5,8  | 4,3  | 6,1  | 3,7  | 1,3  | 0,2  | 0,5  | 2,4  | 6,1  | 6,4  | 7,5  | Σ | 50,4 |
|                        |      |      |      |      |      |      |      |      |      |      |      |      |   |      |
| Luftfeuchtigkeit (%)   | 71   | 67   | 59   | 57   | 53   | 48   | 44   | 48   | 54   | 62   | 70   | 74   | ⌀ | 58,9 |

| 5,7 |

| 7,0 |

| 9,2 |

| 11,1 |

| 14,2 |

| 18,0 |

| 20,3 |

| 20,4 |

| 18,2 |

| 14,4 |

| 10,0 |

| 7,3 |

| 5,7 |

| 7,0 |

| 9,2 |

| 11,1 |

| 14,2 |

| 18,0 |

| 20,3 |

| 20,4 |

| 18,2 |

| 14,4 |

| 10,0 |

| 7,3 |

### Flora
Die Temperaturen sind das ganze Jahr über genügend hoch und durch den Guadalquivir ist genügend Wasser vorhanden, dass einerseits das Straßenbild durch Bitterorangenbäume und Dattelpalmen dominiert wird, während andererseits in den zahlreichen Parks subtropische und tropische Laubbäume aller Art – z. B. Gummibäume, Oliven- und Magnolienbäume dominieren. Daneben geben zahlreiche subtropische und tropische Blumen dem Straßenbild Farbe (vorwiegend Rot und Blau), z. B. Oleander, Bougainvilleen und Glycinen.

## Geschichte

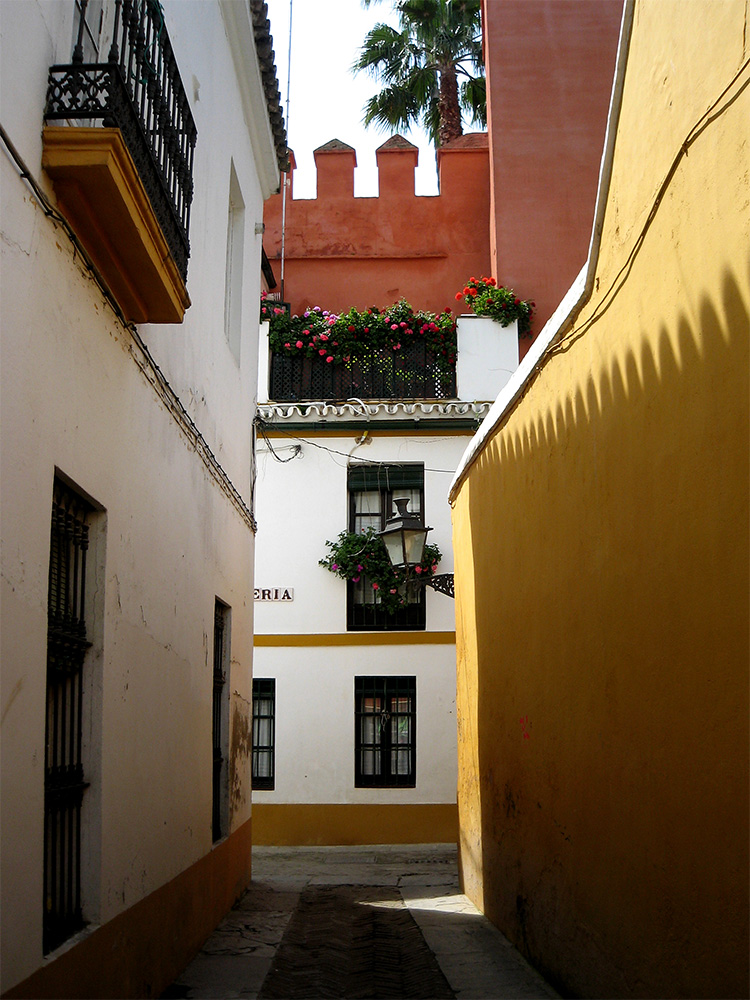
Santa Cruz, Judenviertel, Altstadt

### Antike
Sevilla – vielleicht eine Gründung der Phönizier – war bereits vor der Ankunft der Römer ein wichtiges Handelszentrum und hieß im Altertum Hispalis. Sein Name leitet sich vom phönizischen Spal ab, was unteres Land bedeutet. Römer und Araber haben es jeweils in ihre Sprache umgeformt. Damals mündete der Guadalquivir (lat. Baetis) bei Sevilla in einen großen Binnensee. Inzwischen ist dieser See versandet, aber kleinere Seeschiffe können Sevilla noch anlaufen. Gaius Iulius Caesar erhob die Stadt 45 v. Chr. zur colonia (Colonia Romulensis oder Colonia Iulia Romula). Híspalis war eine der bedeutendsten Siedlungen in der Provinz Baetica und wurde mehrfach von Kaisern besucht. 428 plünderten die durchziehenden Vandalen die Stadt. Während der Spätantike, als die Westgoten den größten Teil Spaniens beherrschten, war Hispalis/Sevilla als Bischofssitz von Bedeutung. 553 wurde die Stadt offenbar zeitweilig von den oströmischen Truppen des Kaisers Justinian I. erobert, war aber spätestens um 580 wieder unter der Macht der Westgoten. In dieser Zeit wirkte auch Isidor von Sevilla, der vielfach als der letzte große Gelehrte der Antike und zugleich der erste des Mittelalters gilt. In Sevilla wurden 590 und 619 zwei Konzile (concilia Hispalensia) gehalten.

### Islamische Zeit
Die Umayyaden unter der Führung von Mūsā ibn Nusair eroberten die Stadt im Jahr 712, ein Jahr nach der entscheidenden Niederlage der Westgoten in der Schlacht am Río Guadalete. Sie machten sie zur Hauptstadt einer Provinz und formten den Namen Hispalis zu Išbīliya / إشبيلية um, woraus später der Name „Sevilla“ abgeleitet wurde. Im August 844 plünderten die Normannen die Stadt sieben Tage lang. Nach dem Sturz des Kalifats von Córdoba etablierte sich, zunächst mit dem Richter Abbad I. als Emir, in Sevilla die Taifendynastie der Abbadiden, die die Stadt in ihre erste Glanzperiode führten. Im Jahr 1091 kam sie unter die Macht der berberischen Almoraviden, die gut 50 Jahre später (1147) von den Almohaden abgelöst wurden. Unter den Almohaden wurde Sevilla zur bedeutendsten Stadt in al-Andalus; das prestigeträchtigste Bauwerk war die große Moschee, deren Minarett im unteren Teil der Giralda noch erhalten ist. Auch die Torre del Oro stammt in ihren Grundmauern noch aus dieser Zeit, sie war Teil einer Sperranlage gegen feindliche Schiffe.

### Reconquista und Spätmittelalter
Am 23. November 1248 wurde Sevilla nach mehrmonatiger Belagerung im Rahmen der Reconquista von Ferdinand III. von Kastilien erobert und blieb seitdem im Besitz der christlichen Spanier. Doch sank die Wirtschaftskraft, als mit der Zeit ca. 300.000 Mauren in die muslimischen Gebiete nach Granada und Nordafrika auswanderten. Peter I. ließ 1363 maurische Handwerker aus Granada kommen, die den Alcázar-Palast erbauten. 
Mit den Christen kamen die Juden zurück nach Sevilla. Die heutigen Barrios Santa Cruz und San Bartolomé bildeten bis 1492 die Judería Sevillas in Nachbarschaft zum Alcázar-Palast. 1391 wütete ein Pogrom gegen die jüdischen, bis dahin unter königlichem Schutz stehenden Stadtbewohner. Mit 5 000 Personen stellten sie fünf Prozent der Stadtbevölkerung. Danach lebten viele als Kryptojuden weiter, weshalb die spanische Inquisition 1480 ihren Sitz in der Stadt nahm und 1481 mit den Autodafés begann. Die Kirchen San Bartolomé und Santa María la Blanca entstanden aus Synagogenbauten.

### Handel mit der Neuen Welt

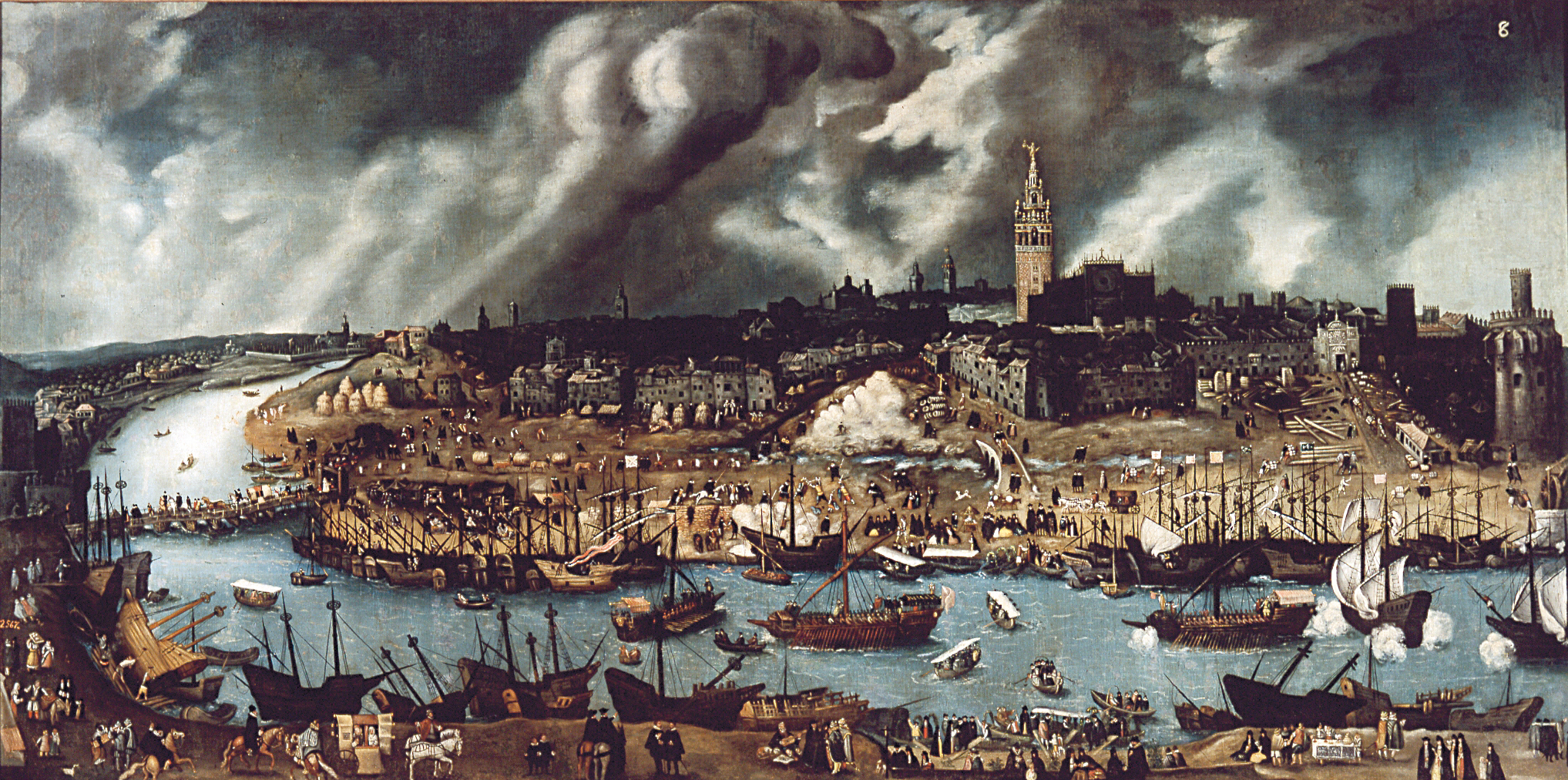
Sevilla im 16. Jahrhundert war Hauptumschlagplatz des spanischen Seehandels und Zentrum der spanischen Kunst

Internationale wirtschaftliche Bedeutung erhielt die Stadt im 16. und 17. Jahrhundert, als sie der Hauptumschlagplatz des spanischen Seehandels war. Daneben wurde sie zum Zentrum der spanischen Kunst, namentlich der Malerei. In dieser Zeit besaß der Hafen von Sevilla das Monopol über den Handel mit Übersee. Amerigo Vespucci und Ferdinand Magellan planten und starteten hier ihre Entdeckungsreisen. Die Casa de Contratación war das spanische Verwaltungszentrum für alle amerikanischen Angelegenheiten; in der ehemaligen Börse von Sevilla, der Casa Lonja de Mercaderes, ist bis heute das Indienarchiv untergebracht.
Als Folge des Spanischen Erbfolgekrieges verlor das im Krieg pro-habsburgische Sevilla 1717 das transatlantische Handelsmonopol an das von den Bourbonen begünstigte, im Krieg pro-bourbonische Cádiz. Zu dieser Entscheidung trug maßgeblich die zunehmende Versandung des Guadalquivir bei. 1778 verloren Sevilla und Cádiz ihre Vorrechte als Monopolhäfen für den Handel mit den spanischen Kolonien.

### 19. und 20. Jahrhundert

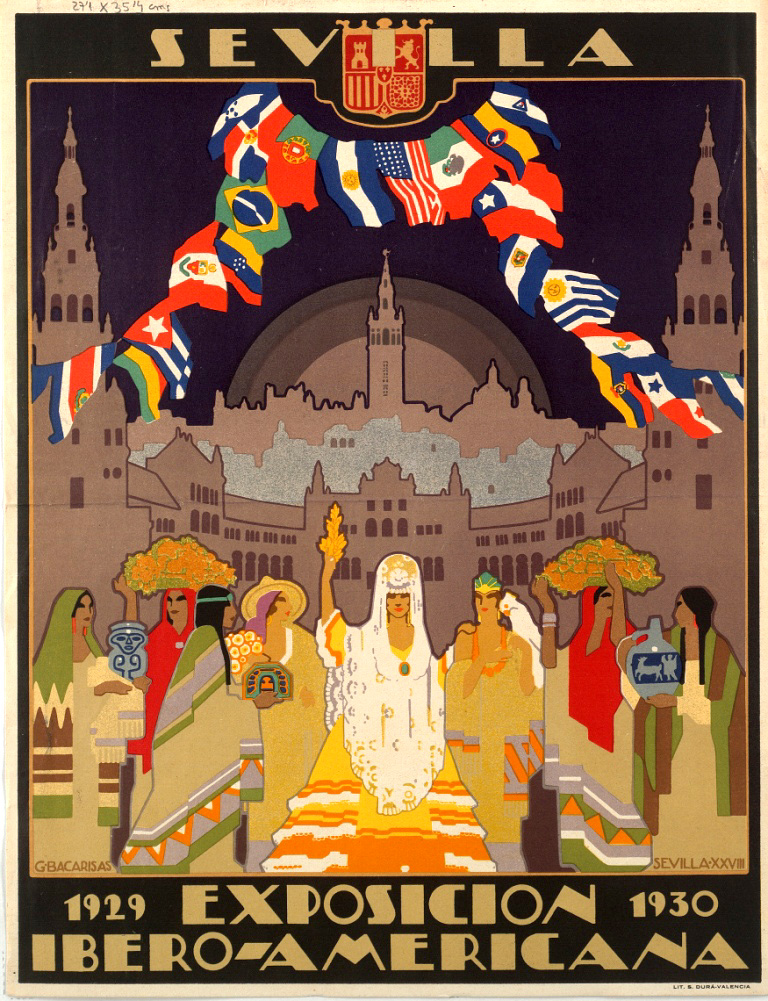
Iberoamerikanische Ausstellung, 1929

In Sevilla bildete sich am 27. Mai 1808 die spanische Zentraljunta, die sich am 1. Februar 1810 nach Cádiz zurückzog. Auch die Cortes flüchteten in der Spanischen Revolution, als sie 1823 Madrid verließen, nach Sevilla und entführten den König von hier nach Cádiz. 
1920 wurde die Beerdigung des Stierkämpfers José Gómez Ortega zum Massenereignis. 1929 fand in Sevilla die Iberoamerikanische Ausstellung (Exposición Iberoamericana) statt, die bis 1931 verlängert wurde. Der Stadtteil rund um den Parque de la Maria Luisa und Repräsentiermeilen mit imposanten Gebäuden wurden neu angelegt. Den Mittelpunkt bildete die Plaza de España im Neomudéjarstil.
Im Spanischen Bürgerkrieg kam am 18. Juli 1936 der Putschisten-General Queipo de Llano mit zwei Offizieren nach Sevilla, um die dortige Garnison auf die Seite der Putschisten zu ziehen. Die Offiziere der Garnison erklärten, auf der Seite der republikanischen Regierung zu stehen, ließen sich aber ohne Gegenwehr einsperren. Am 13. August 1936 starteten deutsche Bomber vom Flugplatz Tablada bei Sevilla zu einem Überraschungsangriff auf das vor Málaga liegende Kriegsschiff Jaime I., der erste Bombenangriff der deutschen Luftwaffe in diesem Krieg. Von hier starteten auch die Angriffe auf Gernika. 
Als sich Spanien nach dem Tod von Diktator Francisco Franco 1975 in der Transición schon auf gutem Weg befand, schlugen rechte Militärs im Putsch vom 23. Februar 1981 erneut zu, scheiterten nun jedoch. In den Straßen Sevillas demonstrierten wenige Tage später über 100.000 Menschen für die Demokratie. Auch des Besuch von Johannes Paul II. Ende 1982 zog viele Menschen an, eher aus dem konservativen Teil der Gesellschaft.

### Expo 92

Stadtflagge

Sevilla war 1992 nach der Iberoamerikanischen Ausstellung von 1929 zum zweiten Mal Gastgeber einer Weltausstellung, diesmal mit 18,5 Millionen Besuchern. Die Infrastruktur wurde wesentlich verbessert. So erhielt die Stadt Anschluss an eine Bahntrasse für Hochgeschwindigkeitszüge nach Madrid (siehe Alta Velocidad Española); der Flughafen Sevilla wurde ausgebaut. Ebenso wurden in der Region Autobahnen gebaut, unter anderem 85 km nach Huelva (Autopista A-49) und 94 km in die Küstenstadt Cádiz. Die Expo hinterließ eine hohe Verschuldung; viele Bauten wurden hinterher abgerissen oder stehen leer. Einer der wenigen noch gut erhaltenen Bauten ist der Pabellón Hassan II des französischen Architekten Michel Pinseau, der die Stiftung Fundación Tres Culturas beherbergt.

### Stadtemblem
Die Stadtflagge von Sevilla trägt wie auch das Wappen den Text NO 8 DO, wobei die Ziffer 8 ein (Woll-)Knäuel (span. madeja) symbolisieren soll. Der Text findet sich überall in Sevilla an Gebäuden, Laternen und Polizeifahrzeugen und ersetzt damit praktisch das Stadtwappen oder den Schriftzug Sevilla vollständig.
Zu lesen ist er als NO-MADEJA-DO (No me ha dejado), in etwa zu übersetzen mit „Sie hat mich nicht verlassen“. Dieses Wortspiel geht auf Alfons X. zurück, der sich damit für die Treue der Stadt Sevilla bedankte, in der er nach seiner Entthronung bis zu seinem Tod im Exil lebte.

## Kultur und Sehenswürdigkeiten

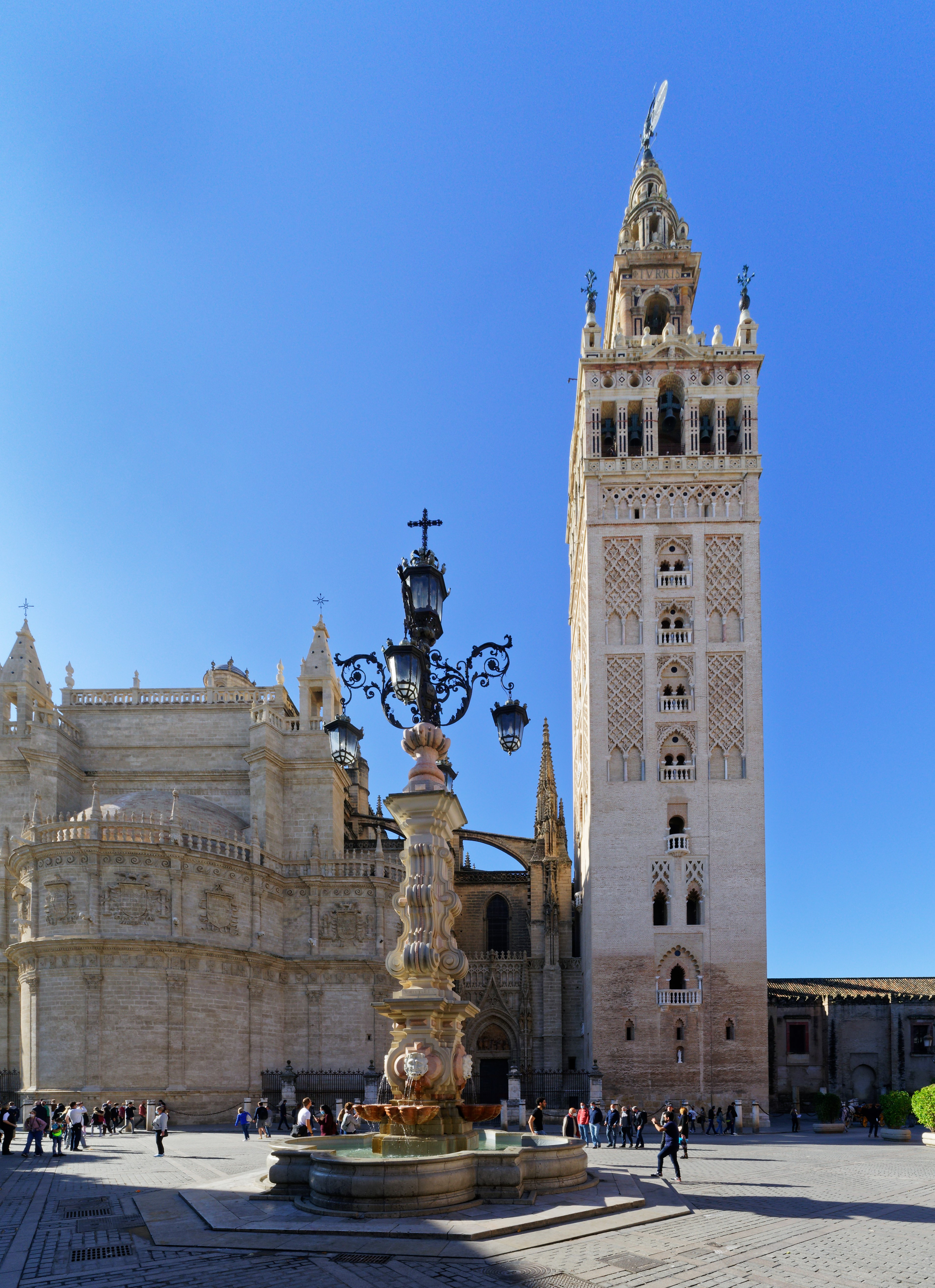
Giralda

Die Altstadt wird von engen Gassen dominiert. Besonders malerisch ist das Stadtviertel Santa Cruz. Zu den größeren, regelmäßigen Plätzen gehören die Plaza de San Francisco (Konstitutionsplatz) mit Prachtbauten, die Plaza del Duque mit Promenade, die Plaza de la Encarnación, der Museumsplatz mit Bronzestatue Murillos und der Quemadero, wo die Autodafés stattfanden. Die belebteste Straße ist die schlangenartig gewundene Calle de Sierpes. Unter den Häusern sind zahlreiche palastartige, meist im altrömischen Stil erbaute, mit marmorgetäfelten Höfen; im Übrigen herrschen in der Altstadt orientalische Formen vor. Die Gebäude weisen fast durchgängig Flachdächer auf und sind dabei selten höher als zwei Stockwerke. Die Vorstadt Triana ist seit 1852 durch die Puente de Isabel II mit der eigentlichen Stadt verbunden. Sevilla hat zahlreiche öffentliche Brunnen. Zu den mehr als 130 Kirchen zählt die Kathedrale. Unweit von dieser befindet sich das Museo del Baile Flamenco, das einzige Flamencomuseum der Welt, initiiert von Cristina Hoyos Panadero.

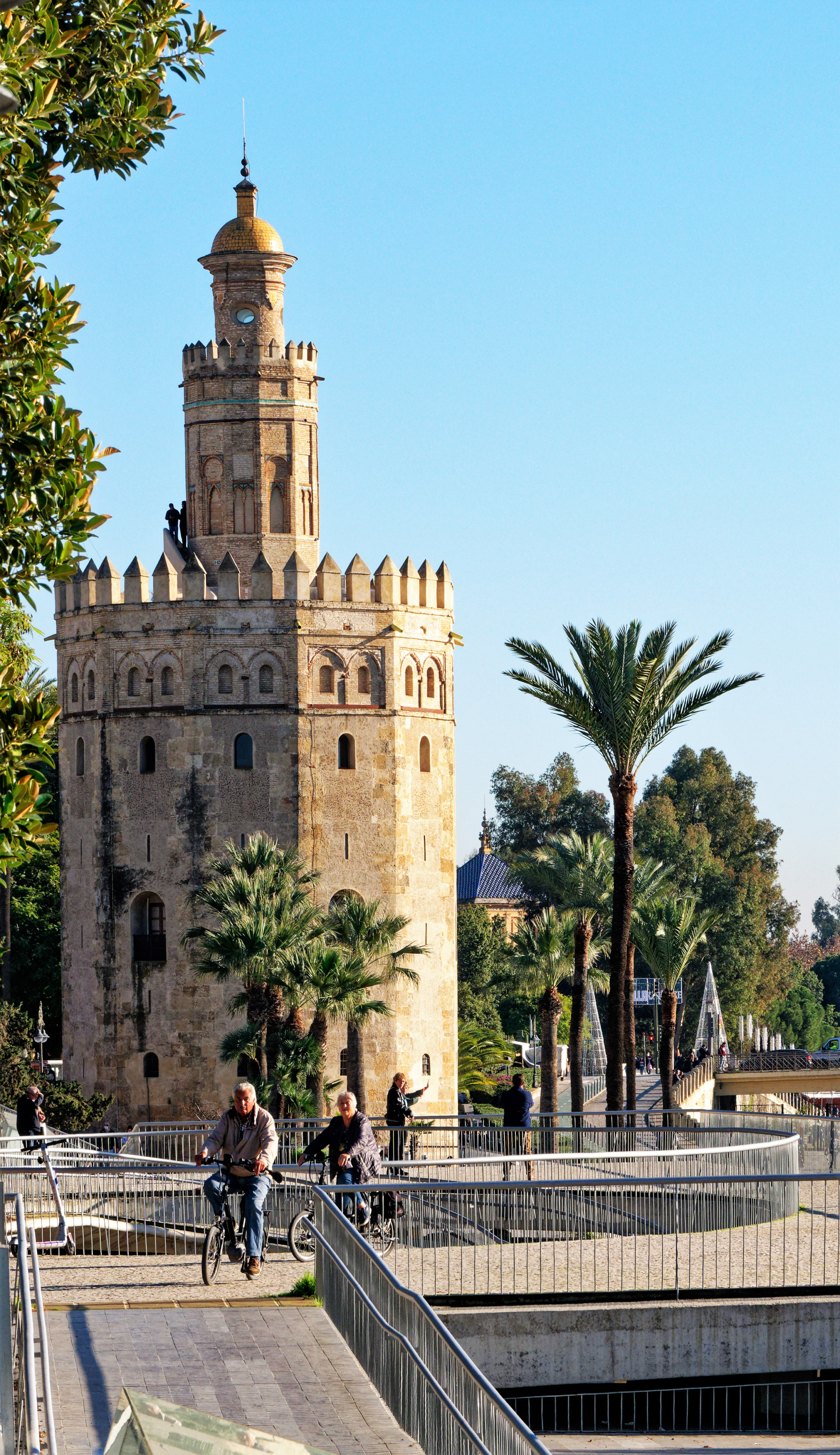
Torre del Oro

### Bauwerke

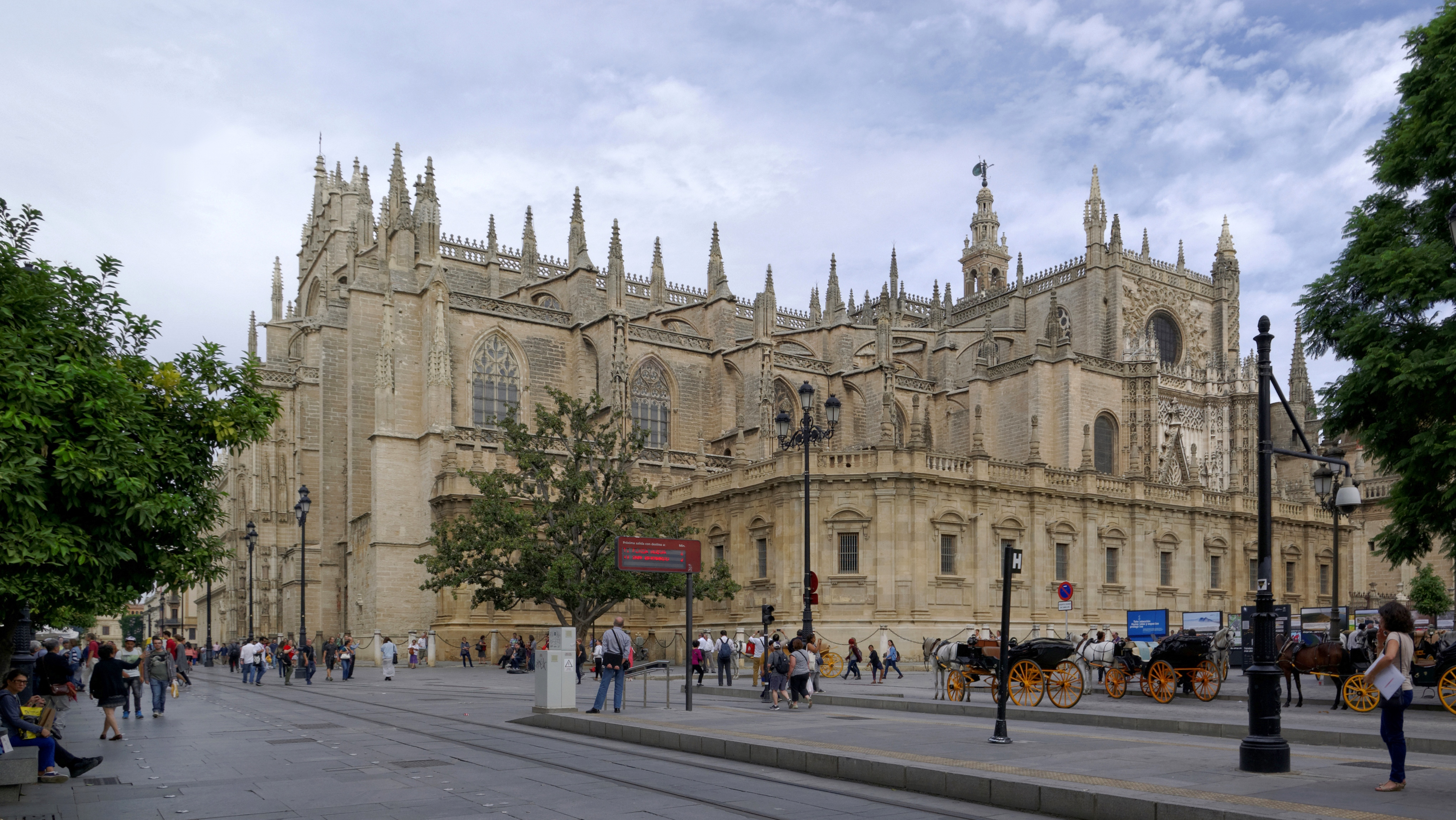
Kathedrale von Sevilla

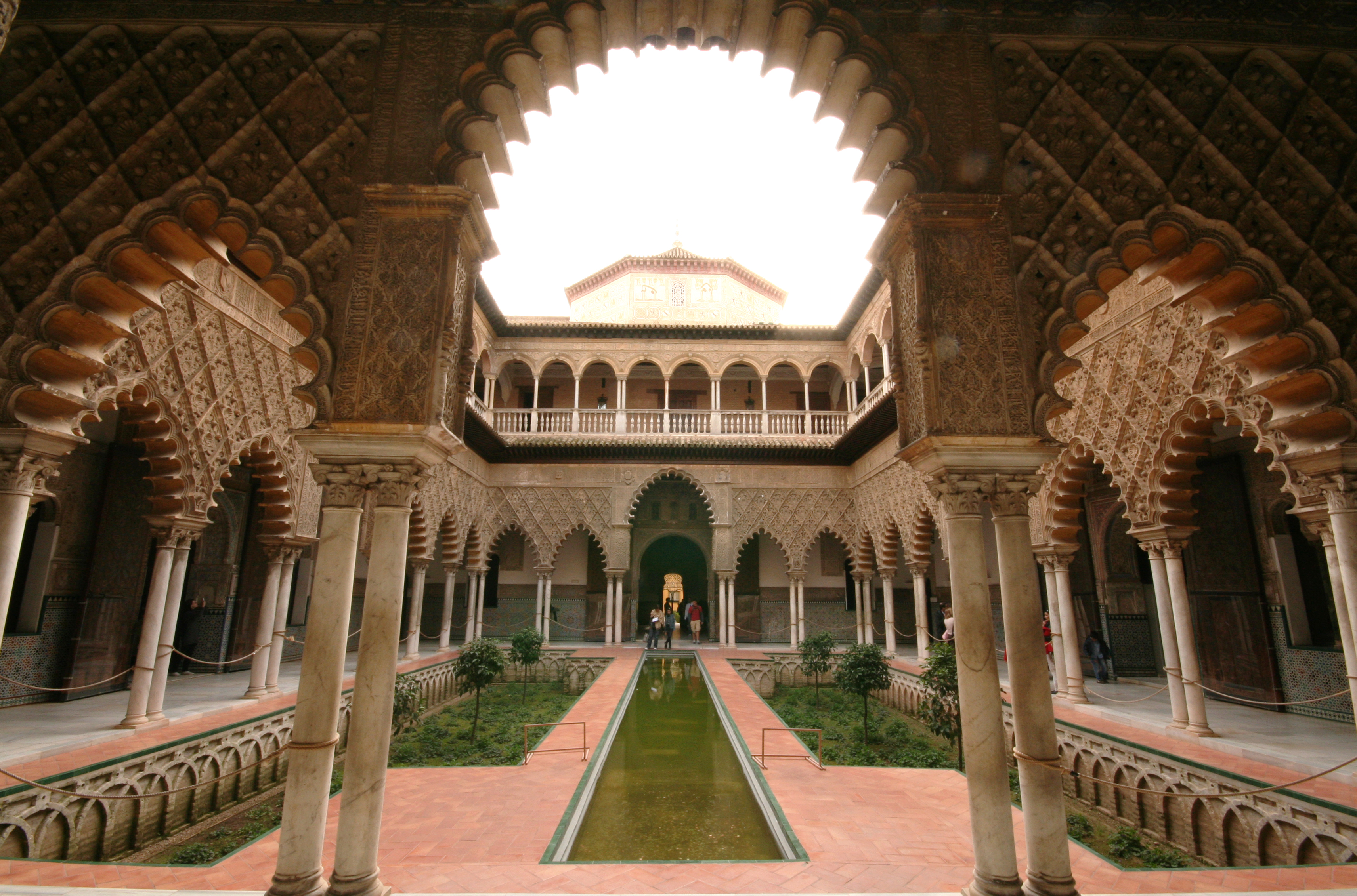
Alcázar-Palast

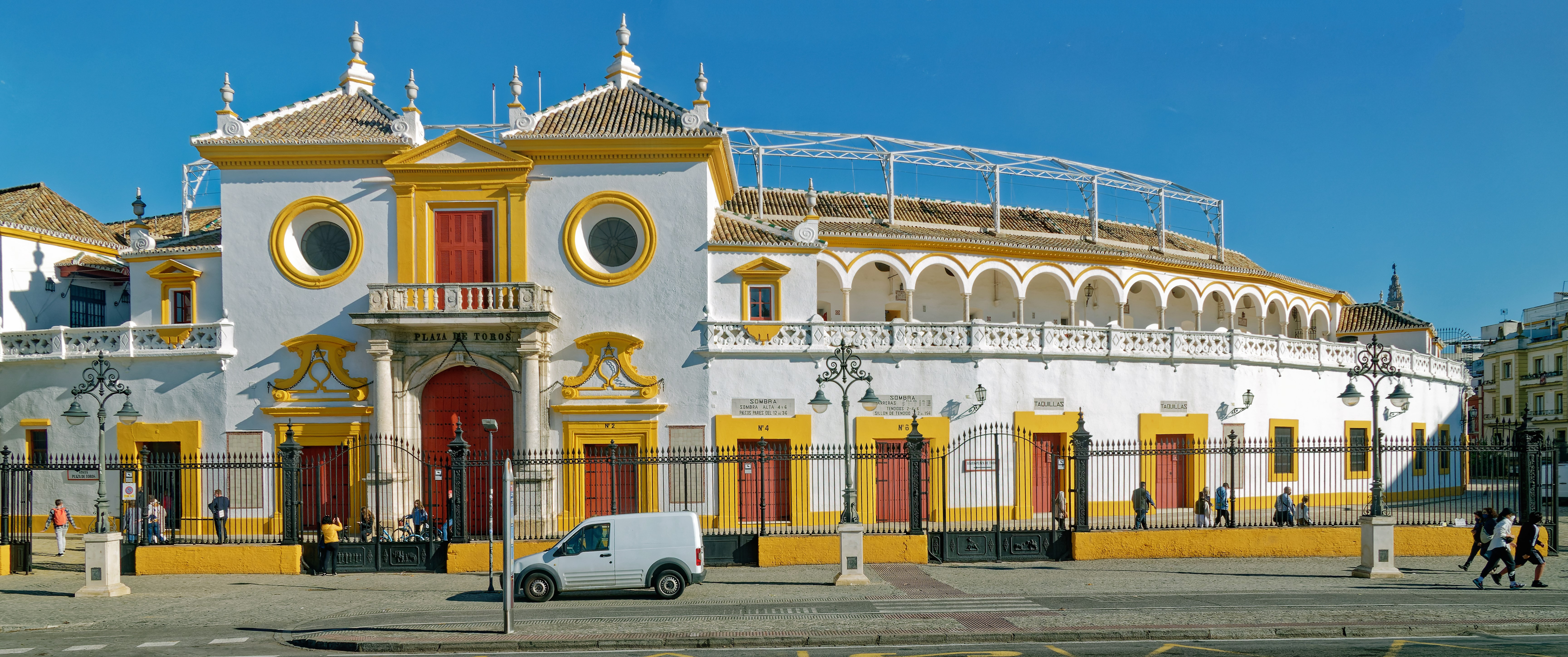
Die Arena

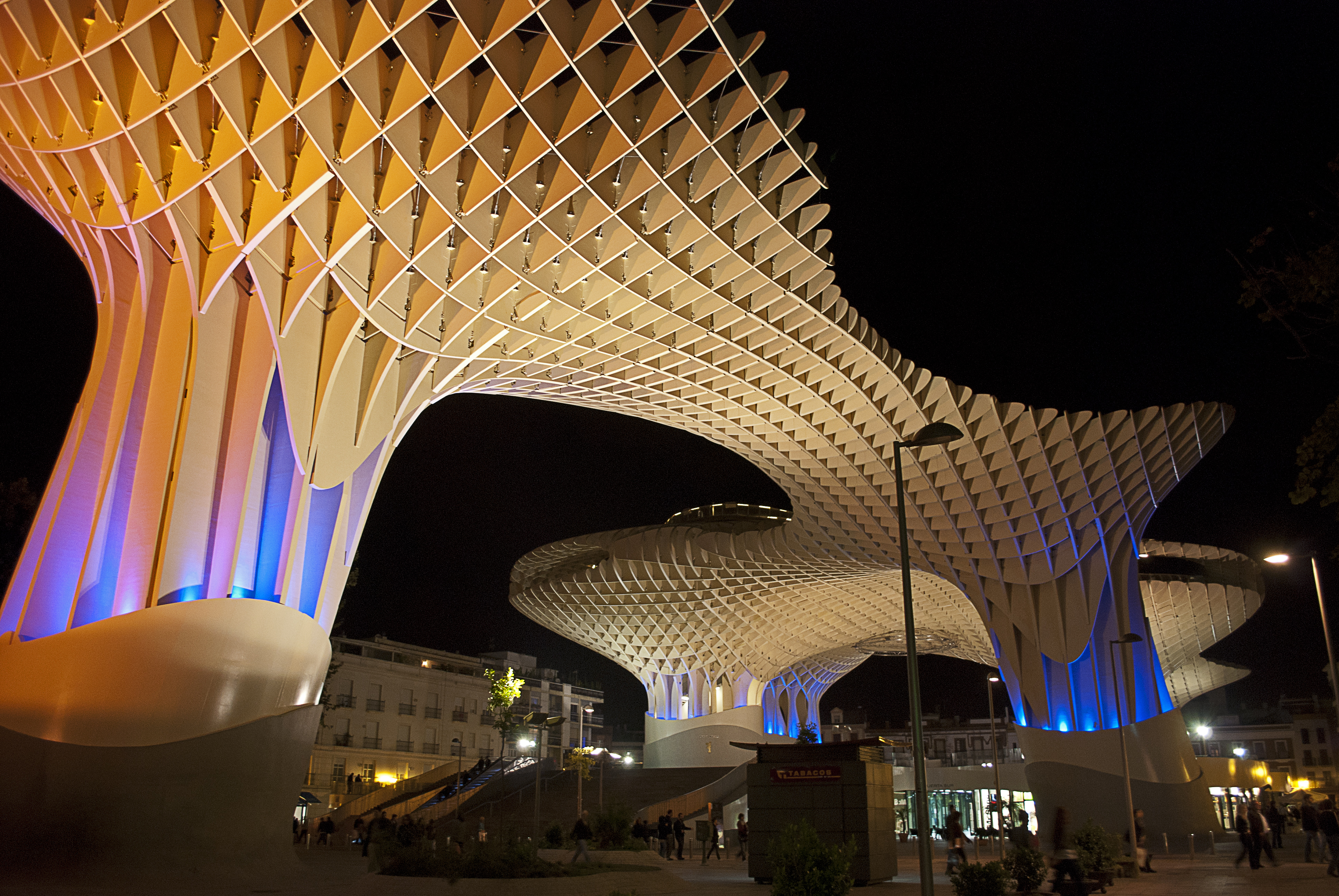
Metropol Parasol

Die Kathedrale Maria de la Sede wurde 1401 bis 1519 an Stelle der maurischen Hauptmoschee erbaut. Sie hat fünf Schiffe, zahlreiche mit Kunstschätzen (Gemälde von Murillo, Velázquez, Zurbarán) geschmückte Seitenkapellen, bedeutende Glasmalereien, eine ungewöhnlich große Orgel und viele Grabmale bedeutender Persönlichkeiten. Seit 1987 gehört das Bauwerk zum Weltkulturerbe der UNESCO.
Daneben steht die Giralda, ein weithin sichtbarer, 97 m hoher viereckiger Glockenturm mit reichen, in gebrannten Ziegeln ausgeführten Ornamentmustern und 22 harmonisch gestimmten Glocken sowie einer Marienfigur mit großer Wetterfahne auf der Spitze. Der Turm wurde 1196 von Abu Iussuf Iakub als Minarett der Moschee mit 82 m Höhe erbaut; der 32 m hohe Aufsatz in durchbrochenem Mauerwerk kam 1568 hinzu. Der Name Giralda kommt von der Drehbarkeit der Figur auf der Spitze (spanisch girar ‚drehen‘). Mit dem sogenannten Orangenhof ist der Turm der einzige original erhaltene Überrest der ehemaligen Moschee, deren frühere Größe aber am Gesamtkomplex der Kathedrale erkennbar ist. Der Legende nach sollen die um 270 in Sevilla geborenen Märtyrerinnen und leiblichen Schwestern Justa und Rufina die Giralda bei drei großen Erdbeben durch ihre Fürbitte vor dem Einsturz bewahrt haben. Sie sind daher Schutzheilige der Stadt und der Kathedrale Maria de la Sede und wurden in der bildenden Kunst oft mit der Giralda in ihrer Mitte dargestellt, etwa von Murillo und Goya.
Weitere Bauten Sevillas sind:
- der ebenfalls zum UNESCO-Weltkulturerbe zählende Alcázar, der maurische Palast mit prächtigen Sälen und Hallen sowie großen Gärten
- die von Juan de Herrera[17] erbaute Börse mit dem berühmten Archivo General de Indias (drittes UNESCO-Welterbe in Sevilla)
- der Palacio de San Telmo (ehemals Marineschule, heute Sitz der andalusischen Regionalregierung)
- das Stadtpalais Casa de Pilatos
- der erzbischöfliche Palast
- Grúa Fairbairn, historischer Hafenkran
- das Hospital de la Sangre
- Metropol Parasol
- das von Miguel Mañara gestiftete und mit Murillos Gemälden ausgestattete Hospital de Caridad
- das Teatro de San Francisco
- die Torre del Oro („Goldturm“), ein zwölfeckiger[17] Turm am Guadalquivir (Sitz der Hafenkapitänschaft)
- Torre Schindler
- die Stierkampfarena, ein ovales Amphitheater, in dem 18.000 Menschen Platz finden – nach der Madrider Stierkampfarena die größte Spaniens
- das Rathaus, dessen Bau 1527 begonnen wurde, mit einer schlichten Fassade zur Plaza Nueva und einer Platereskfassade zur Plaza de San Francisco
- das Museo de Bellas Artes de Sevilla (Museum der Schönen Künste), nach dem Prado und dem Thyssen-Bornemisza eine der wichtigsten Pinakotheken Spaniens

Die Ibero-Amerikanische Ausstellung von 1929 hinterließ der Stadt vor allem den neu gestalteten Parque María Luisa mit der vom Architekten Aníbal González Osorio entworfenen Plaza de España und der Plaza de América. Dort ist das Archäologische Museum Sevilla untergebracht.
Anlässlich der Expo 92 wurden neue Brücken über den Guadalquivir errichtet. Dies waren unter anderem der Puente del Alamillo des spanischen Architekten Santiago Calatrava sowie die Barqueta-Brücke der spanischen Bauingenieure Juan J. Arenas de Pablo und Marcos J. Pantaleón Prieto.

### Musik und Feste
Sevilla gilt als eine der Wiegen des Flamenco. Der Tanzlehrer Miguel Barrera, genannt „El Platero“, gründete 1838 dort eine der ersten Flamenco-Tanzschulen, woraus sich dann im Verlauf des 19. Jahrhunderts sogenannte Salónes und Cafés im Stile des Café cantante entwickelten.
Die wichtigsten Feste, die jeweils für eine Woche das Leben der Stadt bestimmen, sind die Semana Santa (Karwoche) und die Feria de Abril (Aprilmesse). Die Feria ist ein großes Volks- und Familienfest, das sich aus dem Pferdeverkauf entwickelt hat und sich in der ganzen Stadt, aber besonders auf dem 450.000 m² großen Festgelände im Viertel Los Remedios abspielt. Auf den dortigen Straßen finden sich dann etwa 1000, meist kleine, bewirtschaftete Festzelte mit kleinen Tanzflächen im Eingang oder davor. Auf den Straßen paradieren Kutschen und Reiter in historischen Kostümen. Während der Woche (die Schulen sind geschlossen) flanieren Frauen jedes Alters mit Flamenco-Kostümen durch die Stadt, die dann „Las Flamencas“ genannt werden. Männer begleiten diese in Sonntagsanzug und Krawatte (auch bei größter Hitze). Die Familien – die alle ihre Stammzelte haben – verabreden sich mit ihren Freunden auf dem Festplatz und wechseln nach und nach zu anderen Familien in jeweils andere Festzelte.
Das Königliche Symphonieorchester von Sevilla spielt hauptsächlich im Teatro de la Maestranza.

### Kulinarisches
Sevilla gilt als Ursprungsort der Tapas, kleiner, kalter oder warmer Häppchen, die immer zusammen mit einem alkoholischen Getränk gereicht werden.
Süße Spezialitäten aus Sevilla sind Pestiños, Cortadillos, Tortas de Aceite, Torrijas. Fast alle diese Spezialitäten haben ihren Ursprung in maurischen Rezepturen.

## Wirtschaft und Infrastruktur

### Verkehr
- Eisenbahn: Der Bahnhof Santa Justa ist Endpunkt der Schnellfahrstrecke Madrid–Sevilla des Alta Velocidad Española (AVE). Eine Verlängerung dieser Linie bis nach Huelva ist geplant, scheitert aber bisher sowohl an Geldmangel als auch an der geplanten Streckenführung durch einen Nationalpark. Mit den Cercanías Sevilla verfügt die Stadt zudem über ein S-Bahn-ähnliches Netz an Vorortbahnen.
- Öffentlicher Verkehr: Am 28. Oktober 2007 wurde Sevillas erste neue Straßenbahn-Linie (Metro-Centro) (Länge im Jahr 2013: 2.200 Meter) in Betrieb genommen. Sie verbindet die innenstadtnahe Bus- und U-Bahn-Station San Bernardo mit dem Zentrum (Plaza Nueva). Seit den späten 1970er Jahren ist ein U-Bahn-System (Metro Sevilla) in Bau, dessen erste Linie (Línea 1) im April 2009 rechtzeitig zur Feria de Abril ihre Türen öffnete. Sie verbindet die Ciudad Expo (Südwesten) mit Olivar de Quinto (Südosten) und dient unter anderem auch als Zubringer für die Universidad Pablo de Olavide, die etwas außerhalb im Südosten liegt. Stadtbusse ergänzen das Straßenbahn- und U-Bahn-System und sind derzeit immer noch das öffentliche Verkehrsmittel, dem die meiste Bedeutung zukommt. Verschiedene Busunternehmen bieten zudem Fahrten in nahezu alle großen Städte in Spanien von den beiden Busbahnhöfen Prado de San Sebastián und Plaza de Armas an.
- Fahrradverkehr: Es gibt ein sehr gut ausgebautes Netz an öffentlichen Fahrrädern (Sevici), die sich großer Beliebtheit erfreuen. Aus Anlass der Velo-city-Konferenz 2011[23] wurden im Vorfeld zahlreiche Radwege neu gebaut oder markiert, wobei allerdings besonders die baulich angelegten, meist für Zweirichtungsverkehr ausgelegten viele der typischen Radweg-Probleme aufweisen. Insbesondere wird auf den Radwegen in Innenstadtnähe oft den Fußgängern die Vorfahrt gegeben.
- Straße: Die Stadt wird von einem Autobahnring umgeben, dessen wichtigste Autobahnen die A 49 nach Huelva–Portugal und die A 4 in Richtung Cádiz und Madrid sind.
- Luftverkehr: Sevilla besitzt den internationalen Flughafen San Pablo am nördlichen Stadtrand.

### Industrie

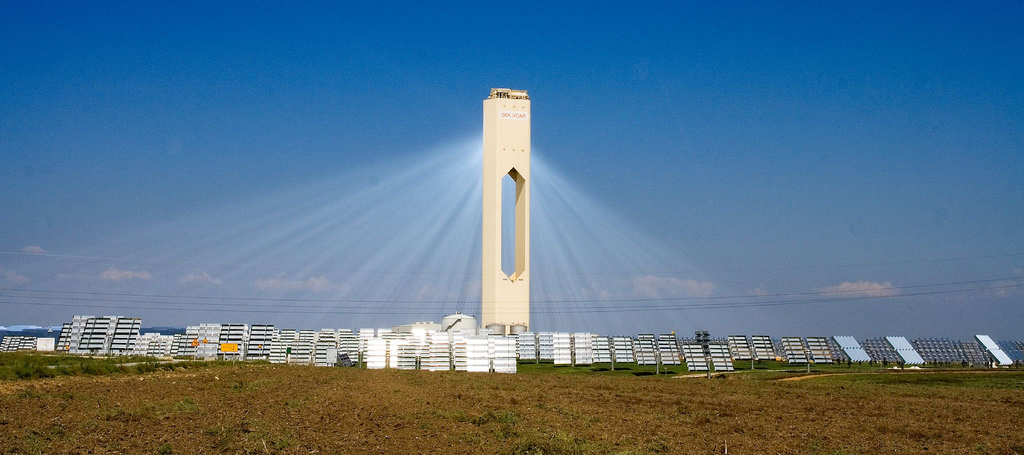
Das Sonnenwärmekraftwerk PS10 bei Sevilla

In Sevilla befindet sich ein Getriebewerk von Renault, vormals FASA-Renault. Airbus Group, ehemals EADS-C.A.S.A, montiert am Flughafen Sevilla den Militärtransporter Airbus A400M, und es gibt dort eine Werft. Des Weiteren wird in Sevilla Cruzcampo gebraut, eine Biermarke von Heineken.

### Solarkraftwerk
Nahe der Stadt liegen die Sonnenwärmekraftwerke PS10 mit 11 MW und PS20 mit 20 MW Leistung. Ebenso die Parabolrinnenkraftwerke Solnova 1, 3 und 4.

## Bildung
Sevilla besitzt zwei öffentliche Universitäten: die Universität Sevilla (Universidad de Sevilla), die zweitgrößte Universität Spaniens, mit dem rechtswissenschaftlichen Institut in der Fábrica de Pirotecnia Militar und die Universität Pablo de Olavide.
Der Renaissancebau des Archivo General de Indias gegenüber der Kathedrale beherbergt seit 1784 sämtliche Dokumente der spanischen Kolonien, darunter die Nachlässe der Entdecker und Eroberer wie Christoph Kolumbus und Hernán Cortés.
In Sevilla besteht zudem eine Deutsche Schule, das Colegio Alemán Alberto Durero (Deutsche Schule Sevilla Albrecht Dürer). Den Schülern wird eine Vielzahl an Austauschmöglichkeiten angeboten, unter anderem mit dem Städtischen Luisengymnasium in München.

## Sport
Bekannte Fußballvereine sind der FC Sevilla und Betis Sevilla, die in der Primera División spielen.
Sevilla war Austragungsort der Leichtathletik-Weltmeisterschaften 1999, der Ruder-Weltmeisterschaften 2002, der Drachenboot-Europameisterschaften 2019 und des Finales der Europa League am 18. Mai 2022.

## Persönlichkeiten
Zu den berühmten Persönlichkeiten aus Sevilla zählen unter anderem der Dominikaner Bartolomé de Las Casas, die Dichterin Ana Caro de Mallén, die Maler Diego Velázquez und Murillo, die Stierkämpfer Joselito und Juan Belmonte, der Literatur-Nobelpreisträger Vicente Aleixandre, der Politiker Felipe González, die Schauspielerinnen Carmen Sevilla und Paz Vega, die Flamencosängerin Marifé de Triana, die Flamencotänzerin María Pagés, der Fußballspieler José Mari, die Fußballspielerin Olga Carmona, der Meister-Tenor Pedro Cuadrado sowie der deutsch-spanische Ingenieur und Mäzen Otto Engelhardt.

## Städtepartnerschaften
- Angers, Frankreich
- Cartagena, Kolumbien
- Columbus, USA
- Guadalajara, Mexiko
- Kansas City, USA
- Krakau, Polen

## Kulturelle Rezeption
Die heute wüstgefallene Siedlung Sevilla la Nueva auf Jamaika wurde von Juan de Esquivel nach seiner Heimatstadt Sevilla benannt.
Sevilla ist Schauplatz zahlreicher Opern, darunter Georges Bizets Carmen, Gioachino Rossinis Der Barbier von Sevilla, Wolfgang Amadeus Mozarts Don Giovanni und Die Hochzeit des Figaro sowie Ludwig van Beethovens Fidelio.
In der phantastischen Kurzgeschichte „Der Großinquisitor“ aus dem Roman „Die Brüder Karamasow“ von F. M. Dostojewski erscheint Jesus im 16. Jahrhundert in den Straßen Sevillas.
Die Handlung des Films Mission: Impossible II beginnt in Sevilla. Im Film Star Wars: Episode II – Angriff der Klonkrieger dient die (computergenerierte) Plaza de España in einer Szene mit Anakin (Hayden Christensen) und Padme (Natalie Portman) als Kulisse eines Ortes auf Naboo.